# Garraf
Il Garraf è una delle 41 comarche della Catalogna, con una popolazione di 127.928 abitanti; suo capoluogo è Vilanova i la Geltrú.
Amministrativamente fa parte della provincia di Barcellona, che comprende 11 comarche.

## Lista dei comuni del Garraf
| città                | superficie | popolazione | densità          |
| -------------------- | ---------- | ----------- | ---------------- |
| Canyelles            | 14,23 km²  | 3.127 ab.   | 219 ab./km²      |
| Cubelles             | 13,36 km²  | 10.617 ab.  | 317 ab./km²      |
| Olivella             | 38,75 km²  | 2.179 hab.  | 56,23 hab./km²   |
| Sant Pere de Ribes   | 184,08 km² | 26.108 ab.  | 640 ab./km²      |
| Sitges               | 43,67 km²  | 24.470 ab.  | 569,06 ab./km²   |
| Vilanova i la Geltrú | 33,5 km²   | 61.427 ab.  | 1.833,64 ab./km² |